# I liga urugwajska w piłce nożnej (1926)
W roku 1925 w związku z likwidacją podziału w futbolu urugwajskim mistrzostw nie rozegrano. Także w 1926 roku nie przewidziano rozegrania mistrzostw, w związku z czym rozegrany został turniej Consejo Provisorio. W tym czasie konkurencyjna federacja piłkarska FUF (Federación Uruguaya de Football) została rozwiązana i obie ligi połączono w jedną, co ostatecznie zakończyło istniejący podział. Po rozegraniu turnieju kwalifikacyjnego prawo gry w nowej połączonej lidze uzyskały kluby Sud América Montevideo, Defensor Sporting, Miramar Misiones, Olimpia Montevideo, CA Bella Vista, Uruguay Club Montevideo, Capurro Montevideo, CA Cerro, Racing Montevideo, Solferino Montevideo, Rosarino Central Montevideo oraz kluby z turniej Consejo Provisorio oprócz klubu Uruguay Onward Montevideo. W następnych sezonach rozgrywki organizowała federacja piłkarska AUF (Asociación Uruguaya de Fútbol), która nie uznaje turnieju Consejo Provisorio za mistrzostwa Urugwaju.

## Torneo Consejo Provisorio

### Końcowa tabela Torneo Consejo Provisorio
| Poz | Klub                      | Mecze | Zw | Rem | Por | Pkt | BrZd | BrStr |
| --- | ------------------------- | ----- | -- | --- | --- | --- | ---- | ----- |
| 1   | CA Peñarol                | 18    | 13 | 5   | 0   | 31  | 27   | 5     |
| 2   | Montevideo Wanderers      | 18    | 11 | 3   | 4   | 25  | 35   | 17    |
| 3   | Rampla Juniors            | 18    | 12 | 1   | 5   | 25  | 29   | 14    |
| 4   | Club Nacional de Football | 18    | 11 | 2   | 5   | 24  | 36   | 16    |
| 5   | Lito Montevideo           | 18    | 10 | 4   | 4   | 24  | 42   | 20    |
| 6   | Central Montevideo        | 18    | 8  | 2   | 8   | 18  | 24   | 25    |
| 7   | Liverpool Montevideo      | 18    | 5  | 3   | 10  | 13  | 16   | 25    |
| 8   | Belgrano Montevideo       | 18    | 4  | 2   | 12  | 10  | 19   | 32    |
| 9   | Uruguay Onward Montevideo | 18    | 3  | 2   | 13  | 9   | 15   | 45    |
| 10  | Universal Montevideo      | 18    | 1  | 0   | 17  | 2   | 10   | 54    |